# 桜を見る会問題
桜を見る会問題（さくらをみるかいもんだい）は、日本の内閣総理大臣が主催する桜を見る会をめぐる一連の問題。2019年5月に表面化した。この項目では、第二次安倍政権において問題視されている公職選挙法、政治資金規正法、公文書管理法等への抵触、指摘、与野党の動静等について扱う。
本問題と森友学園問題、加計学園問題、以上3つを合わせて「モリカケサクラ」と称される。

## 背景
2019年4月13日に開催された桜を見る会について、当初の予算の三倍となる約5518万円に上っていたことが衆院決算行政監視委員会（同年5月13日）で明らかとなり、問題視された。
第二次安倍政権における2019年以前の5年間、支出は毎回設定されている予算額を超過。金額・参加者共に毎年増え続け、2019年度の参加者は約1万8000人となった。なお、予算額は毎年1766万6000円となっている（実際の支出額ではない）。
| 3005 | 3841 | 4639 | 4725 | 5229 | 5518 |
| 2014 | 2015 | 2016 | 2017 | 2018 | 2019 |

| 凡例       |
| 予算額     |
| 実際支出額 |

内閣府担当者は「準備、設営に最低限必要」「テロ対策強化や参加者数に応じた飲食提供など」と説明。宮本徹議員は参加者の増加が主な原因であると指摘した。
一方、保守系の文化人ら（百田尚樹、有本香、ケント・ギルバート等）や自民党関係者や後援会の参加が多数確認されたことから、以前から安倍晋三らに私物化されていたのではないかとの批判が広がっている。

## 問題点

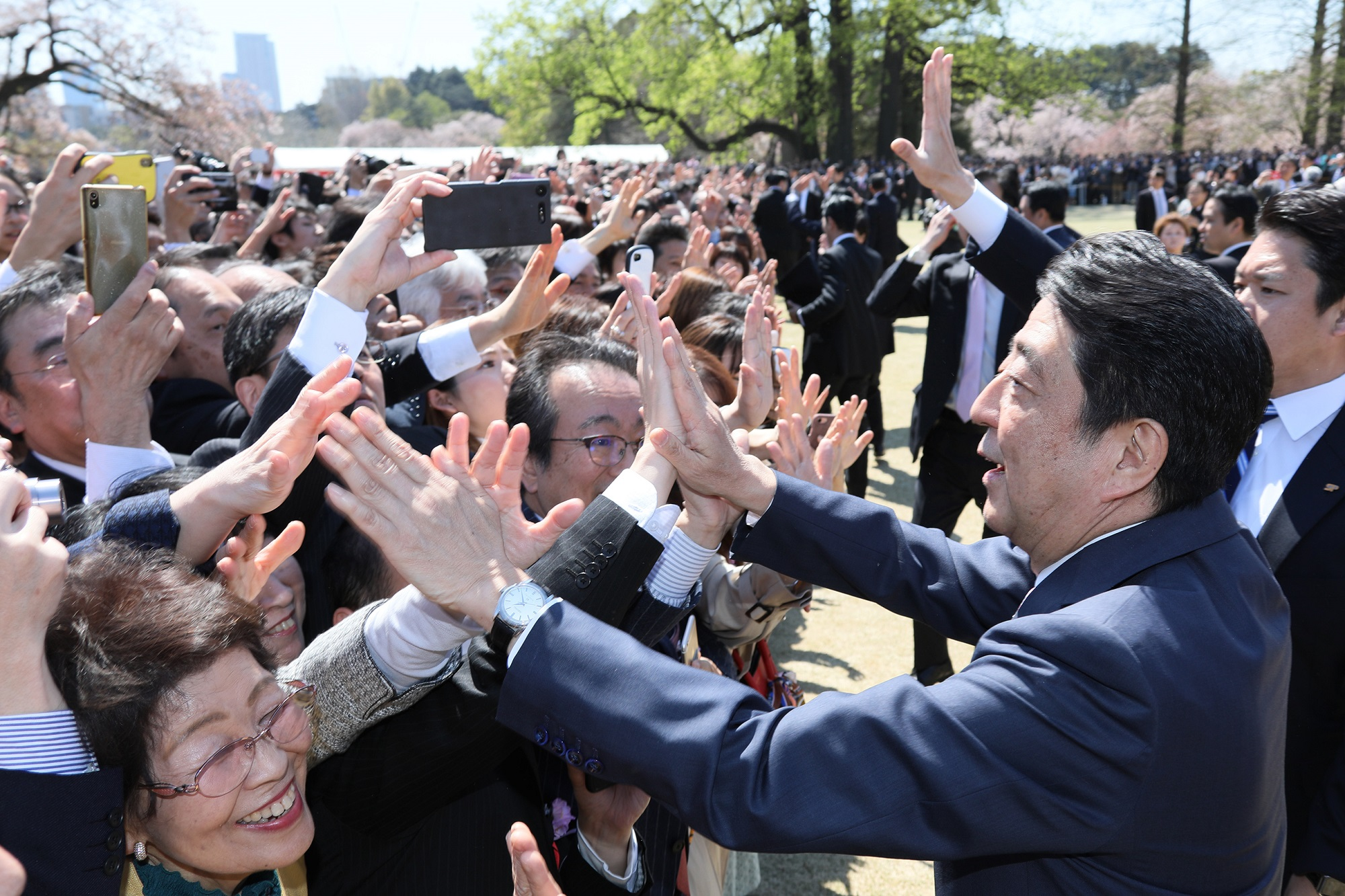
2019年4月13日、桜を見る会で参加者とハイタッチする内閣総理大臣の安倍晋三

### 概要
桜を見る会に関しては複数の問題点が指摘されている。
1. 支援者・関係者の招待
「各界で功労・功績のあった方々を慰労する」という趣旨の会に政治家が支援者を招待していたという疑惑がある。首相の安倍晋三や同夫人安倍昭恵、自民党関係者、自民党議員（2019年7月参院選での改選議員）などが招待枠を持っていたとされる。野党の追及本部は支援者の買収による公職選挙法違反の疑いがあるとしている。
2. 参加者・支出額の増加
招待客の数・支出額ともに第二次安倍政権下では年々増加した。2019年度に至っては予算の三倍にも費用が膨らんだことから、私物化したのではないかと野党が指摘している。 また、反社会的勢力 (反社) が来場していた可能性が指摘され、セキュリティについても問題視されている。
3. 招待者名簿と公文書管理
招待客名簿データについて、野党議員が質問をすると通知した約一時間後にシュレッダーにかけられていることから、意図的に廃棄したのではないかという指摘がなされている。野党議員や識者から行政文書・公文書の管理が都合良く行われていると問題視する声が上がっている。

### 支援者・関係者の招待
- 内閣府は2019年度までの数年間の招待者の内訳を公表した。「政治家枠」の人数は2005年度には2744人であったが、2019年度は3倍以上の8894人に増加した[11]。同じ時期に、国際貢献や災害復旧などの功労者は406人から182人に減少した[11]。

#### 税金を使った支援者への接待
- 桜を見る会には安倍後援会関係者が850人招待されており[12]、後援会関係者による前夜祭の明細書をホテル側が公開しない点が野党側の反発を招いた[13]。一部では公職選挙法違反を指摘する声もある[14]。
- 安倍総理は、2019年の11月8日参議院予算委員会では、「招待者の取りまとめには関与していない」と関与を否定した[15]。同日、「地元には自治会やPTAなどの役員をしている方々もいるので、後援会の方々と重複することも当然ある」とも述べて、推薦をしたら結果的に後援会の人が含まれたという見解を示した[16]。しかし、その後の11月20日には「私自身も事務所から相談を受ければ、推薦者について意見を言うこともあった」と説明を変えた[17]。さらに2020年1月28日の衆議院予算委員会では、「私が把握した各界で活躍されている方々も推薦するよう意見を伝えたこともあった」と主体的に関わっていたことを認めた[18]。
- 事務所が推薦した人物が招待にふさわしかったかどうかについては、「事務所のチェックには限界がある。内閣府でふさわしいかどうかを含めて取りまとめている」とし、最終的な責任は内閣府にあるとの立場を示した[18][19]。
- 2019年の桜を見る会では、安倍総理は挨拶の中で「（公明党の）山口代表や皆さんとともに政権を奪還してから7回目の桜を見る会となった」と述べている[20]。

時系列を考えると、内閣府が招待状を参加者に発送した3月10日ごろよりも前の段階で、安倍事務所が支援者に「桜を見る会へのご参加ありがとうございます」という文書を送っている。2019年11月時点で田村智子がこの点を「政府が選考していないのではないか」と追及し、菅義偉官房長官は「内閣官房と内閣府が取りまとめをしている」と繰り返した。

#### 安倍昭恵夫人の関与

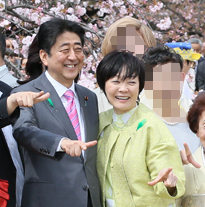
2017年の桜を見る会での安倍晋三・昭恵夫妻

- 内閣審議官は「参加希望者を募るプロセスで、昭恵氏からの推薦もあった」と答弁した[23]。
- なお安倍内閣は、2017年に総理大臣夫人は「私人」であるとの閣議決定をし、2019年11月にも改めて「公人ではなく私人であるという認識に変わりはない」と閣議決定をしている[24][25]。
- 招待者の総理枠の中には昭恵枠があったとの指摘が一部であがっていて、共産党は7年で143名の昭恵枠があったとの推計を行った[26]。
- 桜を見る会で出される食事について、総理夫人である昭恵と親しい人物の会社が7年続けて受注していた[27]。
- 2019年の会で業務受注した2社（飲食物を提供したジェーシー・コムサと会場設営のムラヤマ）と入札公告前の19年1月に打ち合わせをしていた。2社とも14年から連続受注している[28]。

#### 都道府県議会議員の招待
2018年は自民党総裁選があり、例年は幹事長等のみだが自民党所属の京都府議会議員と滋賀県議会議員全員に招待状が来た。2019年は例年通りだった。

### 招待者名簿と公文書管理
- 共産党の宮本徹議員は2019年5月9日、招待者の推移・費用内訳などを示す資料を要求した。しかし同日に内閣府が要求を受け取った約1時間後に、招待者名簿をシュレッダーで破棄したことが分かっている[30]。
- 5月21日には、内閣府の幹部が招待者名簿などを「すでに破棄した」と答弁した[31]。しかしこの時点には名簿のバックアップデータが残っていた[31]。
- 2013 - 2017年度の招待者の名簿について、「管理簿に記載していない」「ファイルを廃棄する際に首相の同意を得ていない」「廃棄後に廃棄簿に記載していない」ということが明らかになった[32]。このうち前の2つは、公文書管理法に違反する対応であり、最後の項目は政府の公文書管理ガイドラインに反している[32]。
- 上記の違法な管理簿未記載の理由について、「事務的な記載漏れ」だと1月10日に菅官房長官は答弁した[33]。その後14日には、「（民主党政権時代の）中止になった11年・12年の扱いが、13年以降も漫然と後任に引き継がれた」と菅官房長官は答弁した[34]。
- 1月10日、菅官房長官は公文書の廃棄について、公文書管理法が義務づける首相の同意（実務的には内閣府の同意）を得る手続きを取っていなかったことを認めた[35]。
- 2014 - 19年の招待者に関し「各界功績者（総理大臣等）」「各界功績者（各省庁）」など区分ごとに人数を記した資料を内閣府が８カ月にもわたって隠蔽していた[36]。
- 2019年11月に提出した招待者名簿のうち、推薦した部局として「内閣官房内閣総務官室」と原本に書かれていたものを白塗りにして提出していたことが、2020年1月に明らかになった[37]。内閣府の大塚幸寛官房長は「極めて不適切だった」と陳謝した[37]。
- 上記の管理簿記載漏れ、白塗り加工提出を受けて、内閣府は田和宏、小野田壮、嶋田裕光ら歴代の人事課長6人を厳重注意の処分とした[38]。

### 桜を見る会前夜祭
2013 - 2019年の桜を見る会の前日に、安倍晋三後援会の主催で、ホテルニューオータニおよびANAインターコンチネンタルホテル東京で夕食会を開催していた。野党側は1人5000円という会費が安すぎるのではないかと指摘し、公職選挙法や政治資金規正法に違反する可能性を指摘している。安倍総理は、「会場入り口の受付にて安倍事務所職員が1人5000円を集金し、ホテル名義の領収書をその場で手交し、受け付け終了後に集金した全ての現金をホテル側に渡すという形で支払いがなされた。」と説明している。
2020年2月17日の衆議院予算委員会で、辻元清美はANAインターコンチネンタルホテル東京に質問し、以下の回答を得たと答弁した。(1)見積書を主催者に発行しないケースは無い。(2)宛名は空欄のままで領収書を発行したケースは無い。(3)ホテル主催ではない数百人規模のパーティーで、代金を参加者一人一人からホテルが受け取ることは無い。(4)上記の(1)〜(3)について、主催者が政治家や関連団体であることから対応を変えたということは無い。 以上は首相の従来の答弁と矛盾すると追及した。首相は同日、「ホテルに確認したところ、辻元氏への回答は一般論で、個別の案件については営業の秘密に関わるため、回答に含まれていないとのことだ」と答弁した。しかしANAホテルは、毎日新聞や朝日新聞の取材に対して「『個別の案件については営業の秘密に関わるため、回答に含まれない』と申し上げた事実はない」と首相答弁を一部否定している。刑事確定記録におけるホテル関係者の供述によれば、実際には見積書は主催者に対して発行され、宛名については完全に空欄ではまずいということで宛名について上様と記載されたホテル名義の領収書を安倍事務所に渡し、代金については安倍事務所の関係者が会場で受け取り、ホテルに参加者から受け取った会費を渡したという経緯であることが記載されていた。
2020年11月23日読売新聞が1面にて『安倍前首相秘書ら聴取 「桜」前夜祭 会費補填巡り 東京地検』、翌日24日には『安倍氏側800万円超補填か』、翌々日25日には『安倍氏側 領収書廃棄か』、26日には『安倍氏側、記載方法照会』とスクープした。
2020年12月3日、東京地検特捜部が安倍前首相の任意事情聴取を要請した。一方、前首相は要請について国会内で記者団に「聞いていない」と述べている。
2020年12月23日、安倍晋三後援会は山口県選挙管理委員会に桜の見る会前夜祭についての収支を加えた収支報告の訂正申出を行った。

2020年12月24日、東京地検特捜部は、安倍晋三後援会代表の配川博之・公設第1秘書を、政治資金規正法違反（不記載罪）で略式起訴した。安倍前首相については嫌疑不十分で不起訴処分とした。東京簡裁は秘書に罰金100万円の略式命令を出し、即日納付された。
2020年12月25日、安倍晋三前首相は、衆議院議院運営委員会で「（前夜祭の）夕食会の開催費用の一部を後援会として支出していたにもかかわらず、それを記載しなかったとの事実」が判明したことから安倍晋三後援会の政治資金収支報告書を修正した旨を報告し、「私が知らない中で行われていたこととはいえ、道義的責任を痛感しております」として謝罪した。これは、「秘書による事実とは異なる報告に基づき、補填の実態を知らないまま答弁してしまったので、これを訂正したい、道義的責任を感じているという内容」（丹羽秀樹委員）であり、「総理、この該当者（を業務上横領罪で告訴を当然するんでしょうね」（黒岩宇洋委員）との指摘もあったが、これに対し前首相は「長年私に仕えてくれたのは事実でございますので、訴えるという考え方はございません」と答弁した。なお、刑事確定記録における議員会館に勤務していた秘書の供述調書には、安倍前総理が議員会館に勤務していた秘書に管理を委ねていたいプライベートな支出や政治団体の支出に帰属させるか不分明な支出に充てるためにプール金から不足分を捻出したとされ、地元事務所を統括する配川に対し不足していたお金の出どころまで詳しくは報告していなかったという趣旨の記載がある。
実際には前夜祭の費用を後援会が補填していたが、安倍は「補填はない」などの事実に反する国会答弁を少なくとも118回繰り返していた。
2022年4月25日、共同通信が配川に対する刑事確定記録について閲覧したとして配川が「収支不記載、最初から」と供述したなどと報道している。

#### 政治資金収支報告書
政治資金収支報告書には少なくとも2015年以降、前夜祭に関する記載がなかった。安倍晋三は最初、「後援会としての収入支出が一切ないので、政治資金収支報告書への記載は必要ない」という主張をした。その後の2020年1月31日には山井和則が「後援会がホテルとの契約主体ではないか」と追及し、「契約」が議題に上がった。これに対して安倍総理は、後援会主催だが収支は発生しておらず、会費は事務所職員が会場で集金しホテルに手渡しており参加者がホテルに払ったのと同じだとして「契約主体は後援会ではなく、参加者個人である」として政治資金収支報告書に記載する必要はないと主張した。山井はこれに対し「800人が一人一人ホテルと契約しているわけがない」と批判した。首相はその後2020年2月、安倍事務所はホテル側と会場予約などの合意はしたが契約はしていないという主張をした。青山学院大学の浜辺陽一郎は「当事者同士の合意で契約が成立し、合意イコール契約だ。事務所が契約の主体なのは明らかだ」と指摘している。
しかし、2020年12月23日に、最終的には桜を見る会前夜祭のの主催者は後援会であり、後援会において収支も生じているという前提で収支報告書が修正された。

#### 不起訴不当
2021年7月15日、安倍晋三後援会が「桜を見る会」の前日に開いた夕食会の費用を補填していた問題で、東京第一検察審査会は安倍を不起訴とした東京地検特捜部の処分のうち公職選挙法違反（選挙区内での寄付）容疑などについて「不起訴不当」と議決した。議決を受けて地検は再捜査を行ったが、同年12月28日、再び不起訴とし、安倍についての捜査は終結した。

#### サントリーからの酒類無償提供
2022年5月29日付しんぶん赤旗日曜版は、サントリーホールディングスが2016年から2019年までの桜を見る会前夜祭に毎年約15万円分もの同社の酒類を無償提供していたことを報じた。同紙発行に先駆け、同紙公式Twitterが5月25日に紙面の一部を投稿し大きな反響を呼んだ。
サントリーホールディングス広報は東京新聞（中日新聞）の取材に対し「安倍議員事務所から多くの方が集まると聞き、製品を知ってもらう機会と考え、夕食会に協賛した」と回答。安倍晋三事務所はしんぶん赤旗、東京新聞の取材に回答していない。
岩井奉信日本大学名誉教授は「政治的集会の認識もあったはずで、純粋な宣伝目的とは言えず、主催した後援会への違法な寄付に当たる可能性が高い」と指摘する一方、高井康行弁護士・元東京地検特捜部検事は「夕食会への協賛との説明では寄付を受ける主体が明確ではない。参加者に振る舞うためなら実質的な寄付先は参加者で、違法とは言えない」と述べた。
2022年6月10日、3つの市民団体が安倍晋三元首相、安倍の後援会代表、同会計責任者、サントリー社員の4人を政治資金規正法違反（虚偽記載）の疑いで氏名不詳で東京地検に刑事告発した。12月16日、東京地検は、サントリー社員は公訴時効成立、安倍元首相は被疑者死亡、秘書らは嫌疑不十分のためいずれも不起訴処分とした。

### 答弁内容

#### 安倍晋三内閣総理大臣
- 招待者名簿をシュレッダーで廃棄した問題で、安倍が障害者職員の勤務シフトの問題だと国会で発言し、反発を招いた[62]。
- ツアー参加者を募る文書が地元有権者に送られていた問題について、2020年1月28日の予算委員会で共産党の宮本徹議員が募集時期をいつ知ったかと質問したところ、首相は「幅広く募っているという認識でございまして、募集しているという認識ではなかった」と回答し、周囲の失笑を誘った[63]。さらに同予算委員会で、自身の議員事務所が政府の招待状発送前に招待決定を通知する文書を推薦者に送った事を認めた[64]。
- 2020年1月30日の参議院予算委員会で18年4月の桜を見る会に自民党地方議員が多数招待されており9月の自民党総裁選対策だったのではないかという質問に対し「総裁選への出馬を最終的に決断し表明したのは18年8月だ。4月の桜を見る会の段階では、まったく白紙だった」と答えた[65]。だが2017年に自民党総裁の任期が2期までから3期までに変わり2018年に3期目の自民党総裁になっている。各界功績者（総理大臣等）は15年は7385人、16年は7605人、17年は7595人、18年は9494人、19年は8894人である[66]。
- 「長年の慣行」で参加者が増えていったと釈明するが、開催初年と最多年度を3回以上連続で会を開いた歴代首相と比べると増加数（6470人）と増加割合（約1.6倍）でトップになった。増加数では2番が小泉純一郎（2576人）、3位は中曽根康弘（1686人）[67]。増加割合2位は岸信介の約1.4倍である[52]。
- 桜を見る会前夜祭の領収書の宛名を確認するように求められた際に「宛名といった部分的なものでも営業の秘密に関わる事から公開を前提とした資料提供には応じかねるとの報告を受けた」と答弁した[68]。なお、刑事確定記録によればホテルの領収書は晋和会あてに領収書が発行されている。

#### 菅義偉官房長官
- 政権の屋台骨で鉄の壁ともいわれる菅であるが、安倍首相サイドの招待への関与を否定する長官の答弁を、大西内閣審議官が 「安倍事務所におきまして幅広く参加者を募るプロセスの中で夫人からの推薦もあったとのことでございます。」と否定するといったちぐはぐさも目立つようになった。シュレッダー処理で破棄されたとされる招待者名簿が、電子データとして残っているのではないかという指摘に「削除したデータについては復元をすることはできないと聞いています」と答弁したが、現在の技術からいって疑問だとの声も現役官僚からあがった[69]。さらに、データ廃棄のログを開示できない理由についても、「同じシステムを国家安全保障局も利用しており国家機密漏えいの危険が増す」と国会で答弁した[70]。

#### 北村地方創生担当大臣
- 2020年2月7日の衆院予算委員会で、北村誠吾地方創生担当大臣が野党の質問に対し答弁に窮する場面が相次ぎ、野党側は反発して退席した。審議時間を約2時間残して委員会は散会した。北村は前日の答弁が二転三転し、「言葉の使い方や定義を確認していかなければいけない。普通の大臣としての仕事ができるよう努める」と会見で語っていた[71]。
- 2月26日、都内のパーティーで「予算委員会で（答弁に）詰まって非常に有名になり、誠にありがたい」と語り、笑いを誘った[72]。

### 反社会的勢力の参加
- 2019年11月21日、立憲民主党の杉尾秀哉議員が「会に反社会的勢力が参加していたのでは」と指摘した[73]。
- 26日、菅官房長官は「出席は把握していなかったが、結果的には入ったのだろう」と記者会見で述べた[74]。
- 12月10日、反社会的勢力の定義について「その形態が多様でありまたその時々の社会情勢に応じて変化し得るものであることからあらかじめ限定的かつ統一的に定義することは困難であると考えている」などと閣議決定した[75]。
- 2020年2月12日、マルチ商法で業務停止となった「よつばホールディングス」の関係者と首相夫妻が桜を見る会時に写真を取り、勧誘に使われていた事が判明した[76][77]。

#### ジャパンライフとの関連
- ジャパンライフは業態的には経済産業省の所管であるため、元特許庁長官などの天下り先として知られている[78][79]。また監視する立場の消費者庁からの天下りも問題視されている[80]。
- 首相の安倍晋三は、ジャパンライフ会長山口隆祥と個人的関係はないとの答弁を行っている[81]。一方、いわゆる総理枠とされる招待者に対して付されていたという指摘が一部であがっている「60」という番号が会長に付されていたかどうかが、国会の議論の焦点の一つとなった[82]。国立公文書館に保管されていた平成17年度（2005年）のリストで「60」は「内閣総理大臣（当時は小泉純一郎）招待枠」であることが確認された[83]。2020年8月には2006年の桜を見る会の招待者名簿が公開され、首相が推薦する招待枠の番号が「60」であることが判明した[84][85]。
- 2020年9月18日に山口ら10人以上が巨額詐欺事件の容疑者として逮捕された[86]。安倍内閣の総辞職からわずか2日後のことであった。

#### 全国福利厚生共済会との関連
- 全国福利厚生共済会（プライム共済）はマルチ商法団体であり、団体幹部と安倍総理夫妻が一緒に写っている「桜を見る会」の写真を掲載した冊子が勧誘に使用されており、その幹部の招待状にも、総理枠とされる「60番」が印字されていた。マルチ商法にあっても、「桜を見る会」が宣伝勧誘に利用されていた事が明らかになった[87][88]。

#### 統一教会との関連
- ハーバー・ビジネス・オンライン（既に配信停止）は、2013年〜2016年の「桜を見る会」に統一教会の関連政治団体・世界戦略総合研究所の小林幸司事務局次長が招待されていたことを報じた[89][90]。

## 全国の弁護士らが東京地検特捜部に告発
2020年5月21日、全国の弁護士や学者約660人が、公職選挙法違反（寄付行為）と政治資金規正法違反の疑いで、安倍晋三首相（当時）と後援会幹部の計3人に対する告発状を東京地方検察庁特別捜査部に提出した。特捜部は「代理人による告発を受理できない」として不受理にしたが、一方で11月に安倍の公設秘書など地元事務所関係者20人から事情聴取を行なった。

## 参加者の反応
過去に参加したことをブログなどで報告していた藤井律子や友田有など、山口県の県議会議員や首長が相次いで投稿を削除している中、同年11月12日、自民党参議院幹事長の世耕弘成も参加した際の写真を自身のホームページから削除したと明らかにした。
また、安倍の元秘書であり、下関市長の前田晋太郎は同年11月18日に行われた定例記者会見で次のように質問に答え、安倍首相を擁護した。
同年12月11日、下関市は、前田の発言に対し全国から278件の意見が寄せられ、うち272件が批判的な内容であったことを明かした。前田はこの日の市議会一般質問で「選挙に貢献した方々について利益供与はあってもいいということになるか」と問われたが、「間違ったことは言っていない」「謝罪する気持ちはありません」と態度を崩さなかった。

## 関連文献
- 毎日新聞「桜を見る会」取材班『汚れた桜 ―「桜を見る会」疑惑に迫った49日―』（毎日新聞出版、2020年2月）
- しんぶん赤旗日曜版編集部『赤旗スクープは、こうして生まれた！ ―「桜を見る会」疑惑―』（新日本出版社、2020年9月）